# ゼンコロ
一般社団法人ゼンコロ（ぜんころ、英語: ZENCOLO）は、授産施設の運営、障がい者のための職場づくりと職業リハビリテーションを通して、障がい者の社会的・経済的自立を支援するために活動する法人で、1961年（昭和36年）に設立された。元厚生労働省社会援護局障害保健福祉部の所管。

## 概要
- 所在地：東京都中野区江原町2-6-7
- 会長：中村敏彦
- 常務理事：須貝寿一

その他役員については、同団体ホームページにて公開されている。

## 事業
- 印刷、情報処理、メールサービス、陶芸、縫製、軽作業、リサイクル、居宅介護他